# Elindus Arena
L'Elindus Arena, anciennement appelé stade Arc-en-Ciel (en néerlandais : Regenboogstadion), est un stade de football situé dans la ville de Waregem en Belgique. D'une contenance de 12 300 places, c'est le stade du SV Zulte Waregem.
Depuis 2015 le stade a été reconstruit et agrandi.[réf. nécessaire]
Le stade dispose d'un bowling, d'un restaurant gastronomiques et d'un nouveau Fan Shop.[réf. nécessaire]
Une des deux tribunes se trouvant derrière l'un des goals est constituée entièrement de places debout permettant au Kop rouge & vert de facilement chanter et acclamer ses couleurs. L'idée venant du célèbre mur jaune de Dortmund et de nombreux stades allemands et anglais.[réf. nécessaire]

## Histoire
Le stade est la propriété de la ville de Waregem et est principalement utilisée par le club de football local qui est le SV Zulte Waregem depuis 2001. En effet, jusqu'à cette date le club résident de ce stade était le KSV Waregem jusqu'à la disparition de ce club en 2001. Le stade porte ce nom puisqu'il a été inauguré lors des Championnats du monde de cyclisme sur route 1957. En effet, le vainqueur de cette course remportée par le Belge Rik Van Steenbergen reçoit un maillot arc-en-ciel qui symbolise sa victoire.
Ce stade est actuellement entouré d'une piste d'athlétisme qui devrait disparaître à la suite de la rénovation de l'enceinte. Cela portera la capacité du stade à 14 300 spectateurs.
À partir de la saison 2021-2022, le stade change de nom et devient l'Elindus Arena.

## Galerie

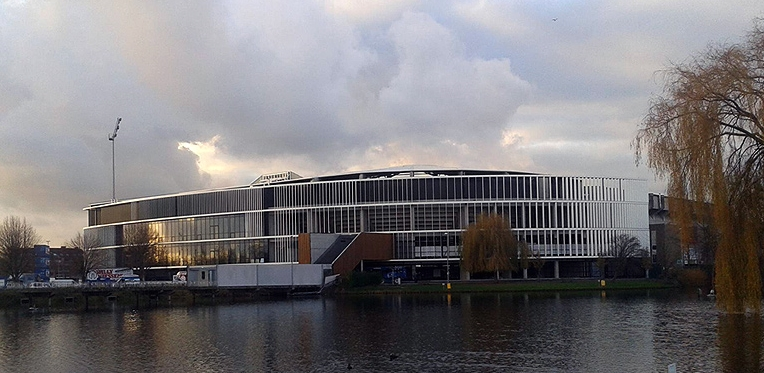
Façade sud
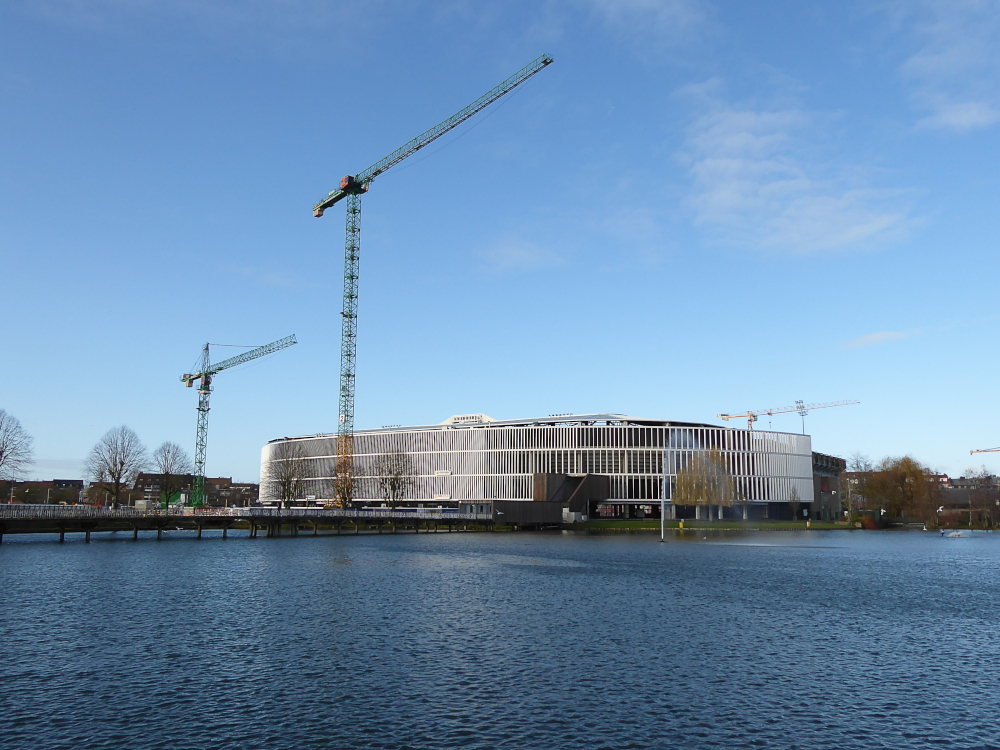
Façade sud
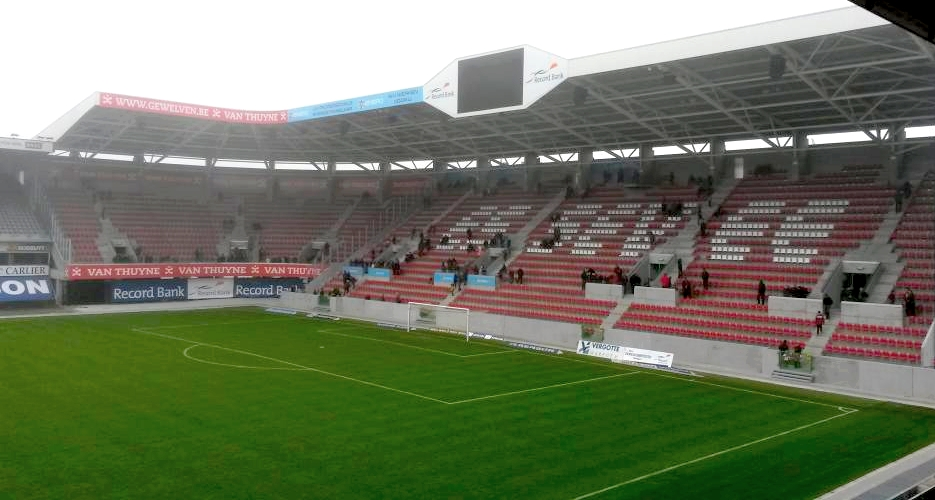
Tribune sud